# Régime athérogène
Un régime athérogène est un régime qui induit une maladie dans un animal par exemple.
Le régime occidental, riche en graisses saturées et en gras trans (hydrogénation des acides gras par l'industrie), est un régime athérogène.
L'athérosclérose est causée par un dépôt de cholestérol (en excès) dans l'intima des artères.
Il y a alors formation des plaques d'athérome. Ces plaques formées de cholestérol, de protéines et de diverses cellules, peuvent progressivement réduire la lumière de l'artère et provoquer un accident vasculaire.